# 54. ceremonia wręczenia Oscarów
54. ceremonia rozdania Oscarów odbyła się 29 marca 1982 roku w Dorothy Chandler Pavilion w Los Angeles.

## Wykonawcy piosenek
- „Arthur’s Theme” – Christopher Cross
- „Endless Love” – Lionel Richie & Diana Ross
- „The First Time It Happens” – Żaba Kermit & Miss Piggy
- „For Your Eyes Only” – Sheena Easton
- „One More Hour” – John Schneider

## Laureaci

### Najlepszy film
- David Puttnam – Rydwany ognia
- Denis Héroux – Atlantic City
- Bruce Gilbert – Nad złotym stawem
- Frank Marshall – Poszukiwacze zaginionej Arki
- Warren Beatty – Czerwoni

### Najlepszy aktor
- Henry Fonda – Nad złotym stawem
- Paul Newman – Bez złych intencji
- Dudley Moore – Artur
- Burt Lancaster – Atlantic City
- Warren Beatty – Czerwoni

### Najlepszy aktor drugoplanowy
- John Gielgud – Artur
- Ian Holm – Rydwany ognia
- James Coco – Tylko gdy się śmieję
- Howard E. Rollins Jr. – Ragtime
- Jack Nicholson – Czerwoni

### Najlepsza aktorka
- Katharine Hepburn – Nad złotym stawem
- Susan Sarandon – Atlantic City
- Meryl Streep – Kochanica Francuza
- Marsha Mason – Tylko gdy się śmieję
- Diane Keaton – Czerwoni

### Najlepsza aktorka drugoplanowa
- Maureen Stapleton – Czerwoni
- Melinda Dillon – Bez złych intencji
- Jane Fonda – Nad złotym stawem
- Joan Hackett – Tylko gdy się śmieję
- Elizabeth McGovern – Ragtime

### Najlepsza scenografia i dekoracje wnętrz
- Norman Reynolds, Leslie Dilley i Michael Ford – Poszukiwacze zaginionej Arki
- Assheton Gorton, Ann Mollo – Kochanica Francuza
- Tambi Larsen, James L. Berkey – Wrota niebios
- John Graysmark, Patrizia von Brandenstein, Tony Reading, George DeTitta Sr., George DeTitta Jr., Peter Howitt – Ragtime
- Richard Sylbert, Michael Seirton – Czerwoni

### Najlepsze zdjęcia
- Vittorio Storaro – Czerwoni
- Alex Thomson – Excalibur
- Billy Williams – Nad złotym stawem
- Miroslav Ondříček – Ragtime
- Douglas Slocombe – Poszukiwacze zaginionej Arki

### Najlepsze kostiumy
- Milena Canonero – Rydwany ognia
- Tom Rand – Kochanica Francuza
- Bob Mackie – Grosz z nieba
- Anna Hill Johnstone – Ragtime
- Shirley Russell – Czerwoni

### Najlepsza reżyseria
- Warren Beatty – Czerwoni
- Louis Malle – Atlantic City
- Hugh Hudson – Rydwany ognia
- Mark Rydell – Nad złotym stawem
- Steven Spielberg – Poszukiwacze zaginionej Arki

### Pełnometrażowy film dokumentalny
- Arnold Schwartzman i Marvin Hier – Ludobójstwo
- Susanne Bauman, Paul Neshamkin i Jim Burroughs – Against Wind and Tide: A Cuban Odyssey
- Ken Burns – Brooklyn Bridge
- Mary Benjamin, Susanne Simpson i Boyd Estus – Eight Minutes to Midnight: A Portrait of Dr. Helen Caldicott
- Glenn Silber i Teté Vasconcellos – El Salvador: Another Vietnam

### Krótkometrażowy film dokumentalny
- Nigel Noble – Close Harmony
- Obie Benz – Americas in Transition
- Dick Young – Journey for Survival
- Linda Rogers-Ambury, Pam LeBlanc, Freddi Stevens – See What I Say
- Roland Hallé i John Hoover – Urge to Build

### Najlepszy montaż
- Michael Kahn – Poszukiwacze zaginionej Arki
- Terry Rawlings – Rydwany ognia
- John Bloom – Kochanica Francuza
- Robert L. Wolfe – Nad złotym stawem
- Dede Allen i Craig McKay – Czerwoni

### Najlepszy film nieanglojęzyczny
- Węgry: Mefisto, reż. István Szabó
- Szwajcaria: Łódź jest pełna, reż. Markus Imhoof
- Polska: Człowiek z żelaza, reż. Andrzej Wajda
- Japonia: Mętna rzeka, reż. Kōhei Oguri
- Włochy: Trzej bracia, reż. Francesco Rosi

### Najlepsza charakteryzacja
- Rick Baker – Amerykański wilkołak w Londynie
- Stan Winston – Serce robota

### Najlepsza muzyka
- Vangelis – Rydwany ognia
- Alex North – Pogromca smoków
- Dave Grusin – Nad złotym stawem
- Randy Newman – Ragtime
- John Williams – Poszukiwacze zaginionej Arki

### Najlepsza piosenka
- „Best That You Can Do” – Artur – Burt Bacharach, Carole Bayer Sager, Christopher Cross, Peter Allen
- „Endless Love” – Niekończąca się miłość – Lionel Richie
- „For Your Eyes Only” – Tylko dla twoich oczu – muzyka: Bill Conti; słowa: Michael Leeson
- „The First Time It Happens” – Muppety na tropie – Joe Raposo
- „One More Hour” – Ragtime – Randy Newman

### Najlepszy dźwięk
- Bill Varney, Steve Maslow, Gregg Landaker, Roy Charman – Poszukiwacze zaginionej Arki
- Richard Portman, David M. Ronne – Nad złotym stawem
- John Wilkinson, Robert W. Glass Jr., Robert Thirlwell, Robin Gregory – Odległy ląd
- Michael J. Kohut, Jay M. Harding, Richard Tyler, Al Overton Jr. – Grosz z nieba
- Dick Vorisek, Tom Fleischman, Simon Kaye – Czerwoni

### Najlepszy montaż dźwięku (Nagroda Specjalna)
- Ben Burtt, Richard L. Anderson – Poszukiwacze zaginionej Arki

### Najlepsze efekty specjalne
- Richard Edlund, Kit West, Bruce Nicholson, Joe Johnston – Poszukiwacze zaginionej Arki
- Dennis Muren, Phil Tippett, Ken Ralston, Brian Johnson – Pogromca smoków

### Krótkometrażowy film animowany
- Frédéric Back – Crac
- Will Vinton – The Creation
- Janet Perlman – The Tender Tale of Cinderella Penguin

### Krótkometrażowy film aktorski
- Paul Kemp, Shelley Levinson – Violet
- Christine Oestreicher – Couples and Robbers
- John N. Smith – First Winter

### Najlepszy scenariusz oryginalny
- Colin Welland – Rydwany ognia
- Kurt Luedtke – Bez złych intencji
- Steve Gordon – Artur
- John Guare – Atlantic City
- Warren Beatty, Trevor Griffiths – Czerwoni

### Najlepszy scenariusz adaptowany
- Ernest Thompson – Nad złotym stawem
- Harold Pinter – Kochanica Francuza
- Dennis Potter – Grosz z nieba
- Jay Presson Allen, Sidney Lumet – Książę wielkiego miasta
- Michael Weller – Ragtime

### Nagroda im. Gordona E. Sawyera
- Joseph Walker

### Oscar Honorowy
- Barbara Stanwyck – za całokształt pracy aktorskiej